# Prażmów (województwo lubelskie)
Prażmów – wieś w Polsce położona w województwie lubelskim, w powiecie ryckim, w gminie Stężyca. Leży wśród pól i łąk, w okolicy starorzecza Wisły.
W latach 1975–1998 miejscowość położona była w województwie lubelskim.
Część wsi położona bezpośrednio nad prawym brzegiem Wisły (403 km biegu), a część w bezpośrednim sąsiedztwie wsi Brzeźce.
Wieś jest sołectwem w gminie Stężyca. Według Narodowego Spisu Powszechnego z roku 2011 wieś liczyła 96 mieszkańców.
Wierni Kościoła rzymskokatolickiego należą do parafii św. Marcina w Stężycy.

## Części wsi
| SIMC    | Nazwa           | Rodzaj    |
| ------- | --------------- | --------- |
| 0391615 | Brzeźce-Kolonia | część wsi |